# Stagiornale
Stagiornale (срп. Стађорнале) је српско-италијански часопис о уметности и култури чији су основни циљ промоција и вежбање креативног филолошког рада.

## О часопису
Стађорнале потиче са Катедре за италијанистику на Филолошком Факултету Универзитета у Београду и осмишљен је као позив студентима и професорима на заједничку сарадњу. Постоји од децембра 2017. године, а од фебруара 2018. године организују се отворени сусрети професора, студената и свих оних који на неки начин желе да се укључе и допринесу остваривању часописа. Ови скупови представљају место сусрета и забаве, на којима се одлучује о даљим корацима у креирању и промоцији часописа. 
За стварање часописа до сада су поред Италијанског института за културу и Филолошког Факултета Универзитета у Београду, показали интерес и ученици Филолошке гимназије у Београду и студенти Универзитета "L'Orientale" у Напуљу. 
Уметност као универзални дијалог прелама се кроз призме наших језика. Жеља нам је да их Стађорнале споји у једну нову вредност.

### Периодичност излажења
Часопис излази два пута годишње у штампаном и електронском формату.

## Уредништво
Главни уредник и оснивач часописа је Јована Тутић.

### Редакција
У чланове редакције спадају сви они који раде на актуелном броју Часописа (актуелни аутори), уз преводиоце (Милена Комадинић, Маја Пистолић, Ана Недић), као и колеге лекторе на српском језику (Александра Батинић и Александар Секулић). У лектури текстова на италијанском језику помажу нам проф. др Sandor Mattuglia, Maurizio Barbi, Davide Mulas.

## Аутори прилога

### 1. број
Дуња Јовановић, Јелена Булатовић, Невенка Ного, Јована Тутић, Маријана Ристић, Ивана Новокмет, Катарина Лучић, Срђан Костић, Милица Бошковић, Андреа Кане, Иван Комина, Александра Батинић.

### 2. број
Стефан Стефановић, Бранислав Јевтић, Вудемн, Предраг Шапа, Стеван Јовановић, Maurizio Buio, Paolo Cerruto, Урош Ристановић, Davide Romagnoli, Данијел, Јована Тутић, Александра Батинић.

## Теме
Поред сталних рубрика, интервјуа и тема из књижевности, скулптуре, сликарства, музике, позоришта, филма, Интернета..., часопис објављује и ауторске радове. Главна тема првог броја била је стрип култура као девета уметност. Главна тема другог броја је фотографија. 